# 熱田郵便局
熱田郵便局（あつたゆうびんきょく）は愛知県名古屋市熱田区神宮四丁目にある郵便局。民営化前の分類では集配普通郵便局であった。

## 概要

### 住所
- 〒456-8799：愛知県名古屋市熱田区神宮4-5-18

### 分室
分室はなし。過去に存在した分室は以下のとおり。
- 港分室 - 1950年（昭和25年）に廃止。

## 沿革
- 1871年4月20日（明治4年3月1日） - 日本の近代郵便制度の創設とともに熱田郵便取扱所として開設[1]。
- 1873年（明治6年） - 熱田郵便役所となる。
- 1875年（明治8年）1月1日 - 熱田郵便局（二等）となる。翌日より為替取扱を開始。
- 1877年（明治10年）7月6日 - 貯金取扱を開始。
- 1889年（明治22年）12月1日 - 熱田郵便電信局となる。
- 1902年（明治35年）10月10日 - 名古屋郵便電信局の支局となる。
- 1903年（明治36年）4月1日 - 通信官署官制の施行に伴い熱田郵便局となる。
- 1949年（昭和24年）10月6日 - 港分室を港区港本町から同区熱田前新田中ノ組に移転[2]。
- 1950年（昭和25年）3月26日 - 港分室を廃止。
- 1958年（昭和33年）1月26日 - 電話通話および和文電報受付事務の取扱を開始。
- 1998年（平成10年）9月1日 - 外国通貨の両替および旅行小切手の売買に関する業務取扱を開始。
- 2007年（平成19年）10月1日 - 民営化に伴い、併設された郵便事業熱田支店に一部業務を移管。
- 2012年（平成24年）9月22日 - 24時をもってゆうゆう窓口の24時間営業終了。
- 2012年（平成24年）10月1日 - 日本郵便株式会社発足に伴い、郵便事業熱田支店を熱田郵便局に統合。

## 取扱内容
- 郵便、印紙、ゆうパック、内容証明
- 貯金、為替、振替、振込、国際送金、外貨両替・トラベラーズチェック、国債、投資信託
- 生命保険、バイク自賠責保険、自動車保険、変額年金保険
- 地方公共団体事務（名古屋市敬老パスの交付）
- ゆうちょ銀行ATM
- 「456-00xx」区域（愛知県名古屋市熱田区の全域）の集配業務
- ゆうゆう窓口

## 周辺
- 熱田神宮
- 白鳥公園
- 旧東海道宮宿（七里の渡し跡）
- 国道1号
- 堀川

## アクセス
- 名古屋市営地下鉄名城線 熱田神宮伝馬町駅から北へ約200m（徒歩で約2分）。
- 名鉄名古屋本線・常滑線 神宮前駅から南へ約500m（徒歩で約6分）。
- 名古屋市営バス「熱田伝馬町」停留所下車。
- 名古屋高速3号大高線 堀田出入口から南西へ約1.5km。
- 駐車場あり：10台